# Очеретинка
Очеретинка — річка в Україні, яка протікає на півночі Шепетівського району Хмельницької області, права притока Горині (басейн Прип'яті).

## Опис
Довжина 14 км, похил річки — 4,9 м/км. Площа басейну 43,6 км².

## Розташування
Бере початок на околиці села Плесна. Тече на північний захід у межах села Пліщин і в селі Голики впадає в річку Горинь, праву притоку Прип'яті. 
У минулому проти села Голики на правому березі Горині розташовувалася пристань Очеретянка(Очеретяна).